# Royal Engineers

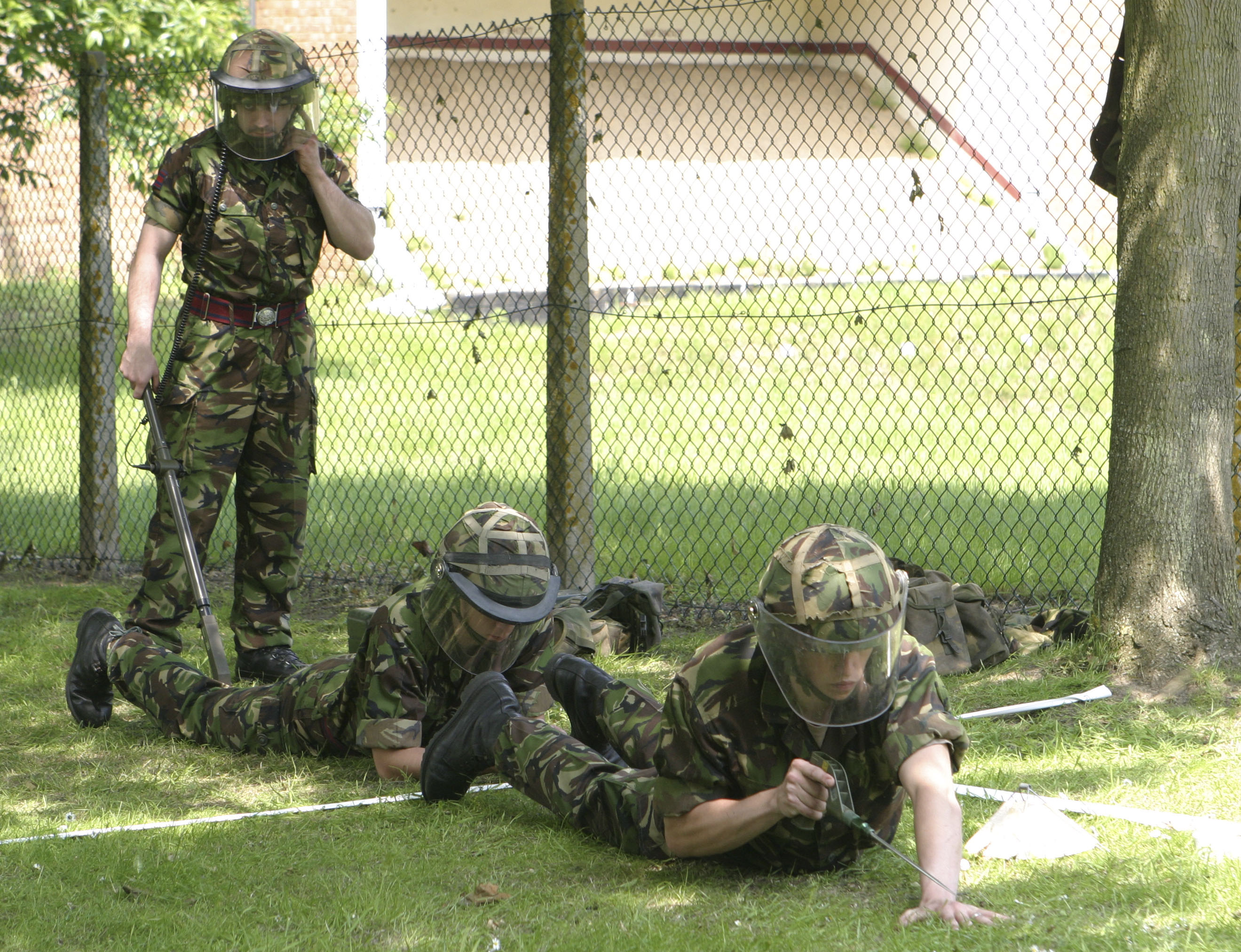
Sapeurs britanniques lors d'un exercice de déminage

Le Corps of Royal Engineers (« Corps du génie royal »), généralement appelé Royal Engineers (« génie royal »), et dont les membres sont appelés « sapeurs » (sappers en anglais), est une des armes d'appui de la British Army. Celui-ci s'occupe du génie de combat : génie militaire, ingénierie et aides techniques diverses aux forces armées britanniques.
Le quartier général des régiments de l'ingénierie militaire est situé à Chatham, dans le Kent, en Angleterre. Le corps est divisé en plusieurs régiments, dispersés au Royaume-Uni et en Allemagne.

## Histoire
Le génie royal trouve ses origines à l'époque des premiers officiers du génie militaire de Guillaume le Conquérant. Ils sont, depuis plus de 900 ans, toujours restés au service de la couronne. Le corps, tel qu'il est maintenant connu a été fondé par le Board of Ordnance, ancienne organisation gouvernementale du XVe siècle gérant l'armement de l'armée anglaise. En 1717, the Board of Ordnance a établi un corps du génie, constitué entièrement d'officiers. Le travail de main-d'œuvre, était confié aux compagnies d'artificiers (Artificer Companies), constituées d'artisans et ouvriers civils, sous contrat avec l'armée. En 1782, une compagnie de soldats artificiers (Soldier Artificer Company) est créée pour servir à Gibraltar. C'est alors la première unité de sapeurs militaires non officiers.
En 1787, ce corps a pris l'appellation de corps royal, et a alors adopté son nom actuel. À la même époque, un corps des artificiers royaux (Corps of Royal Military Artificers) est créé ; il est constitué de sous-officiers et de militaires du rang destinés à servir de main-d'œuvre pour les Royal Engineers. Dix ans plus tard, la compagnie de Gibraltar est absorbée par l'armée, puis, en 1812, son nom est transformé en Corps des sapeurs et mineurs royaux (Corps of Royal Sappers and Miners).
En 1855, le Board of Ordnance est aboli, et le commandement du génie royal, des sapeurs et mineurs royaux ainsi que des artilleurs royaux est transféré au commandement des forces armées britanniques.
L'année suivante, soldats du génie, sapeurs et mineurs sont fusionnés en un seul corps nommé Corps du génie royal. Ce corps, dont la devise Ubique (partout) a été donnée par le roi William IV en 1832, est susceptible de servir dans tous les plus grands conflits de l'armée britannique. Sa deuxième devise est Quo Fas et Gloria ducunt (Là où le destin et la gloire mènent).
Le musée du corps, le Royal Engineers Museum of Military Engineering est situé à Gillingham dans le Kent.

## Personnel
Tous les membres du corps des Royal Engineers, ont une formation initiale de sapeur de combat. Les sapeurs (hommes du rang) et sous-officiers ont en plus une autre formation de spécialité. Les femmes peuvent être intégrées au sein du corps.
Lors de leur intégration dans le corps, les sapeurs peuvent être formés dans les spécialités suivantes :
- maçon (Bricklayer and Concretor)
- employé du bâtiment (Building and Structural Finisher)
- charpentier (Carpenter and Joiner)
- transmetteur (Command, Communications and Information Systems Specialist)
- (Construction Materials Technician)
- dessinateur industriel (Draughtsman (Design))
- électricien (Draughtsman (Electrical and Mechanical))
- électricien (Electrician)
- soudeur (Fabricator (Welder))
- assembleur en chaud et froid (Fitter (Air Conditioning and Refrigeration))
- assembleur (General Fitter)
- technicien en données géographiques (Geographical Data Technician)
- technicien en production cartographique (Geographical Production Technician)
- analyste géographe (Geographical Terrain Analyst)
- spécialiste plomberie (Heating and Plumbing Engineer)
- opérateur de travaux publics (Plant Operator Mechanic)
- conducteur (Specialist Equipment Driver/Operator)
- arpenteur (Surveyor (Engineering))

Plus tard, ils peuvent se spécialiser dans d'autres domaines, dont:
- sapeur qualifié amphibie (Amphibious Engineer)
- sapeur qualifié blindé (Armoured Engineer)
- démineur (Bomb Disposal Engineer)
- conducteur de travaux option construction (Clerk of Works (Construction))
- conducteur de travaux option électricité (Clerk of Works (Electrical))
- conducteur de travaux option mécanique (Clerk of Works (Mechanical))
- sapeur qualifié commando (Commando Engineer)
- plongeur (Diver)
- agent de maîtrise en travaux publics (Military Plant Foreman)
- sapeur qualifié parachutiste (Parachute Engineer)
- instructeur transmissions (Regimental Signals Instructor)

Les anciens sous-officiers peuvent espérer passer officiers dans certaines spécialités (construction, électricité, mécanique).

## Unités du corps desRoyal Engineers
[Quand ?]
Le corps compte à la fois des unités au sein de la British Army et de la Territorial Army (armée de réserve). Il existe en outre deux autres formations :
- 12e brigade du génie comptant les 39e, 71e et 73e régiments (12 (Air Support) Engineer Brigade)
- 29e brigade du génie comptant les 75e et 101e régiments (29 (Corps Support) Engineer Brigade)

### Armée régulière (British Army)

#### Unités de combat
- 21e régiment du génie blindé (21 Engineer Regiment)
  - 1er escadron blindé du génie (Armoured Engineer Squadron)
  - 4e escadron blindé du génie
  - 7e escadron de commandement (Headquarters Squadron)
  - 73e escadron blindé du génie
- 22e régiment du génie blindé (22 Engineer Regiment)
  - 3e escadron blindé du génie
  - 5e escadron du génie (Engineer squadron)
  - 6e escadron de commandement
- 23e régiment du génie (23 Engineer Regiment (Air Assault))
  - 9e escadron du génie parachutiste (9 Para)
  - 12e escadron de commandement (Nova Scotia) spécialisé assaut aérien
  - 51e escadron du génie combat (Field Squadron) spécialisé assaut aérien
  - 61e escadron de soutien (Field Support Squadron) spécialisé assaut aérien
- 24e régiment commando du génie (24 Engineer Regiment (Commando))
  - 59e escadron du génie commando
  - 131e escadron du génie commando
- 25e régiment du génie en Irlande du Nord (25 Engineer Regiment (Northern Ireland))
  - 33e escadron du génie combat
  - 43e escadron de commandement et de soutien
- 26e régiment du génie blindé (26 Engineer Regiment (Armoured/Field))
  - 8e escadron blindé du génie
  - 30e escadron de combat du génie
  - 38e escadron de commandement
- 28e régiment du génie amphibie (28 Engineer Regiment (Amphibious/Field))
  - 23e escadron du génie amphibie
  - 42e escadron de combat du génie
  - 45e escadron de soutien
  - 64e escadron de commandement
  - 65e escadron de soutien
- 32e régiment du génie blindé (32 Engineer Regiment (Armoured))
  - 2e escadron de commandement
  - 26e escadron blindé du génie
  - 31e escadron blindé du génie
  - 39e escadron blindé du génie
- 33e régiment de déminage (33 Engineer Regiment (Explosive Ordnance Disposal))
  - 21e escadron de déminage (EOD)
  - 22e escadron de commandement et de soutien (EOD)
  - 49e escadron de déminage (EOD)
  - 58e escadron de déminage (EOD)
- 35e régiment du génie blindé (35 Engineer Regiment (Armoured))
  - 29e escadron blindé du génie
  - 37e escadron blindé du génie
  - 44e escadron de commandement
  - 77e escadron blindé du génie
- 36e régiment du génie (36 Engineer Regiment (Field))
  - 20e escadron de combat du génie
  - 50e escadron de commandement
  - 69e escadron de combat du génie Gurkha
  - 70e escadron de soutien du génie Gurkha
- 38e régiment du génie (38 Engineer Regiment (Field/Armoured))
  - 11e escadron de combat du génie
  - 15e escadron de soutien du génie
  - 25e escadron blindé du génie
  - 32e escadron de commandement
- 39e régiment du génie de soutien aérien (39 Engineer Regiment (Air Support))
  - 10e escadron du génie de soutien aérien
  - 34e escadron du génie de soutien aérien
  - 48e escadron du génie de soutien aérien
  - 53e escadron du génie de soutien aérien
  - 60e escadron de commandement et de soutien du génie de soutien aérien
- 42e régiment du génie géographique (42 Engineer Regiment (Geographic))
  - 13e escadron géographique
  - 14e escadron géographique
  - 16e escadron de soutien et de relevés
  - École militaire de relevés topographiques (jusqu'en avril 2006)
- 59e régiment commando du génie (Commando Regiment Royal Engineers)
- 62e escadron de soutien du génie à Chypre (62 Cyprus Support Squadron Royal Engineers (Forces Cyprus))

#### Écoles de formation
École royale d'ingénierie militaire (Royal School of Military Engineering) :
- École du génie combat (Combat Engineer School) :
  - 3e école royale du génie militaire  (3 Royal School of Military Engineering Regiment) :
    - 55e escadron d'instruction
    - 63e escadron de soutien de l'instruction
    - 67e escadron d'instruction

  - École du génie de combat (Battlefield Engineering Wing, BEW)
    - Centre d'instruction de formations aux mines du Royaume-Uni (Kingdom Mine Information and Training Centre)

  - Centre de formation des transmissions (Communications Training Wing)
- École du génie travaux (Construction Engineer School) :
  - 1re école royale du génie militaire (1 Royal School of Military Engineering Regiment) :
  - Unité de commandement
  - Unité du génie civil
  - Unité électricité et mécanique
  - Centre de recherche
- École du déminage et des explosifs (Defence Explosive Ordnance Disposal School)

#### Autres unités
- 170e Groupe du génie (170 (Infrastructure Support) Engineer Group)
  - Groupe de commandement
    - 530e équipe spéciale du génie (Specialist Team Royal Engineers ou STRE)
    - équipe spéciale de conseillers du génie (Royal Engineers Specialist Advisory Team ou RESAT)
    - Centre d'informations techniques du génie

  - 62e groupe de travail (spécialisé dans le traitement de l'eau)
    - 519e équipe spéciale du génie (STRE)
    - 523e équipe spéciale du génie (STRE)
    - 520e équipe spéciale du génie (STRE)
    - 521e équipe spéciale du génie (STRE)

  - 63e groupe de travail (spécialisé dans l'électricité)
    - 518e équipe spéciale du génie (STRE)
    - 522e équipe spéciale du génie (STRE)
    - 528e équipe spéciale du génie (STRE)
    - 535e équipe spéciale du génie (STRE) (en Irlande du Nord)

  - 64e groupe de travail (spécialisé dans les carburants)
    - 516e équipe spéciale du génie (STRE)
    - 517e équipe spéciale du génie (STRE)
    - 524e équipe spéciale du génie (STRE)
    - 527e équipe spéciale du génie (STRE)
- École de plongée du génie (Royal Engineers Diver Training Wing)
- 28e escadron d'instruction (28 Training Squadron, Training Regiment) stationné à Lichfield
- Musique du corps du génie (Band of the corps of Royal engineers)

### Armée de réserve (Territorial Army)
- Royal Monmouthshire Royal Engineers (en) (milice)
  - 100e escadron de combat du génie (Cwmbran/Bristol/Cardiff)
  - 101e escadron de commandement (Monmouth)
  - 108e escadron de soutien (Pays de Galles)
  - 225e escadron du génie travaux (Birmingham)
- 71e régiment volontaire du génie de soutien aérien (71 Engineer Regiment (Volunteers) (Air Support))
  - 72e escadron du génie de soutien aérien (72 (Tyne Electrical Engineers) Field Squadron (Air Support)) stationné à Newcastle et Sunderland
  - 102e escadron du génie de soutien aérien (102 (Clyde) Field Squadron (Air Support)) stationné à Paisley et Barnsford Bridge
  - 117e escadron de commandement et de soutien (117 (Highland) Headquarters and Support Squadron) stationné sur la base aérienne de Leuchars
- 73 régiment volontaire du génie de soutien aérien (73 Engineer Regiment (Volunteers) (Air Support))
  - 106e escadron du génie de soutien aérien (106 (West Riding) Field Squadron (Air Support)) stationné à Sheffield et Bradford
  - 129e escadron de commandement et de soutien (129 Headquarters and Support Squadron) stationné à Nottingham
  - 350e escadron du génie de soutien aérien (350 Field Squadron (Air Support)) stationné à Nottingham
  - 575e escadron du génie de soutien aérien (575 (Sherwood Foresters) Field Squadron (Air Support)) stationné à Chesterfield
  - The Jersey Field Squadron stationné à Saint-Hélier
- 75e régiment volontaire du génie (75 Engineer Regiment (Volunteers) (Field))
  - 107e escadron du génie (107 (Lancashire and Cheshire) Field Squadron) stationné à Birkenhead et St Helens
  - 125e escadron de soutien (125 (Staffordshire) Field Support Squadron) stationné à Stoke-on-Trent
  - 143e escadron du génie travaux (143 Plant Squadron) stationné à Walsall
  - 201e escadron de commandement (201 Headquarters Squadron) stationné à Manchester
- 101e régiment volontaire du génie déminage (101 Engineer Regiment (Explosive Ordnance Disposal) (Volunteers))
  - 217e escadron de déminage (217 (London) Field Squadron (EOD)) stationné à Holloway
  - 221e escadron de déminage (221 Field Squadron (EOD)) stationné à Rochester
  - 223e escadron de commandement (Headquarters Squadron) stationné à Catford
  - 579e escadron de déminage (579 Field Squadron (EOD)) stationné à Tunbridge Wells
- 131e escadron commando volontaire indépendant du génie (131 Independent Commando Squadron Royal Engineers) stationné à Londres, Hull, Plymouth et Birmingham
- 135e escadron volontaire géographique indépendant du génie (135 Independent Geographic Squadron Royal Engineers (Volunteers)) stationné à Ewell
- Corps volontaire de la logistique (Logistic Staff Corps (Volunteers))

D'autres unités au sein du '170e groupe du génie
- - 62e groupe de travail
    - 506e STRE (approvisionnement en eau)

  - 63e groupe de travail
    - 504e STRE (alimentation en énergie)

  - 64e groupe de travail
    - 503e STRE (alimentation en carburant)

  - 65e groupe de travail
    - 507e STRE (voies ferrées)
    - 509e STRE (infrastructures portuaires)
    - 508e STRE (travaux)
    - 525e STRE (travaux)
    - 526e STRE (travaux)

### Unités héritières du corps desRoyal Engineers
Plusieurs unités ont été formées à partir du corps du génie :
- Le Bataillon du génie de l'air (Air battalion Royal Engineers) (formé en 1911) et qui a été le précurseur du Corps aérien royal créé en 1912 et qui est devenu l'armée de l'air en 1918
- Le Bataillon des télégraphistes du génie (Telegraph Battalion Royal Engineers) qui est devenu le Service des transmissions du génie (Royal Engineers Signal Service), unité qui devait devenir indépendant en 1920 en devenant le corps des transmissions (Royal Corps of Signal)
- Le corps du génie (les Royal Engineers) était aussi responsable des chemins de fer, du transport fluvial intérieur, des opérations portuaires et du contrôle des mouvements et déplacements jusqu'en 1965, année au cours de laquelle ces responsabilités sont transférées au nouveau Corps des transports (Royal Corps of Transport)
- En 1908, le Corps des postes militaires (Army Postal Corps), formé en 1882 et l'unité de Réserve télégraphique du génie, formée en 1884 se regroupent pour donner naissance à la Section postale du génie. Celle-ci devint plus tard le Service du courrier et des postes de l'Armée de terre et resta au sein du corps du génie jusqu'à la formation du Corps royal de logistique (Royal Logistic Corps) en 1993.

## Équipement

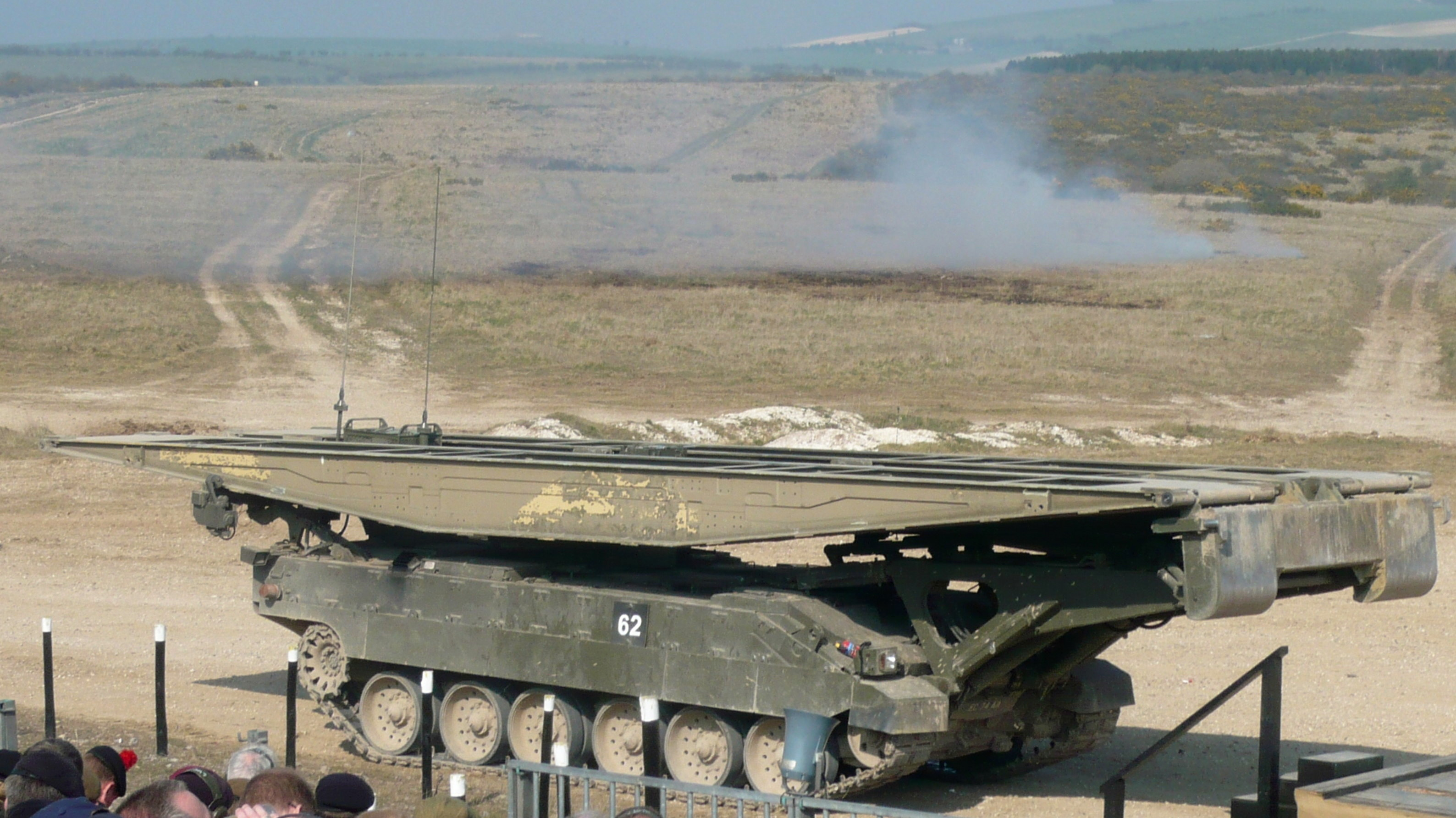
Titan Armoured Vehicle Launcher Bridge avec un pont no 12.

### Équipement récent et en service
- Titan Armoured Vehicle Launcher Bridge : engin lance-ponts blindé, 33 exemplaires depuis 2006
- Alvis Unipower Tank Bridge Transporter (TBT) : camion transporteur de ponts en service depuis 1996
- Shielder vehicle launched scatterable mine system (SVLSMS) : engin blindé disperseur de mines

## Décorations

### Croix de Victoria
Les membres du corps des Royal Engineers suivants ont été récompensés par la remise de la croix de Victoria (Victoria Cross), la plus haute et la plus prestigieuse décoration pour acte de courage devant l'ennemi qui puisse être décernée aux unités britanniques et du Commonwealth :
- Oates Lennox, 1854, Sébastopol, Crimée
- Leitch, 1855, Sébastopol, Crimée
- James Lendrim, 1855, Sébastopol, Crimée
- MacDonald, 1855, Sébastopol, Crimée
- Craufurd Elphinstone, 1855, Sébastopol, Crimée
- Graham, 1855, Sébastopol, Crimée
- Perie, 1855, Sébastopol, Crimée
- Ross, 1855, Sébastopol, Crimée
- Sleavon, 1858, Jhansi, Inde
- Sever Bell, 1874, Of Ordashu, Ashanti (maintenant le Ghana)
- Rouse Merriott Chard, 1879, Drift, Afrique du Sud
- Clare Hart, 1879, Valley, Afghanistan
- Pemberton Leach, 1879, Maidanah, Afghanistan
- John Aylmer, 1891, Fort, Inde
- Colclough Watson, 1897, Valley, Inde
- Morris Colquhoun Colvin, 1897, Valley, Inde
- Howard Kirby, 1900, Bay Railway, Afrique du Sud
- James Thomas Digby-Jones, 1900, Ladysmith, Afrique du Sud
- Alfred Jarvis, 1914, Jemappes, Belgique
- Henry Johnston, 1914, Missy-sur-Aisne, France
- Neame, 1914, Chapelle, France
- Wright, 1914, of Mons|Mons, Belgique
- Gordon Martin, 1915, Molen, Belgique
- Henry Johnson, 1915, France
- Lennox Dawson, 1915, Redoubt, France
- Hackett, 1916, Givenchy, France
- Coffin, 1917, Westhoek, Belgique
- Mackay Cloutman, 1918, Pont-sur-Sambre, France
- Horace Santo Waters, 1918, Ors, France
- Leonard Knox, 1918, Tugny, France
- Archibald, 1918, Ors, France
- de Cardonnel Elmsall Findlay, 1918, Catillon, France
- McPhie, 1918, Aubencheul-au-Bac, France
- Frank Durrant, 1942, Saint-Nazaire, France
- Raymond, 1945, Talaku, Burma (maintenant le Myanmar)

### Croix de George
Quinze membres des Royal Engineers ont été récompensés par la croix de George (George Cross). Parmi eux, treize furent des démineurs, décorés au cours de la Seconde Guerre mondiale.